# Nedbank Cup 2023-2024
La Nedbank Cup 2023-2024 è stata la 52ª edizione della coppa nazionale sudafricana di calcio, la 17ª sponsorizzata da Nedbank. La competizione è iniziata il 20 febbraio 2024 ed è terminata il 1º giugno successivo. Il vincitore della competizione ottiene la qualificazione per la Coppa della Confederazione CAF 2024-2025.
La squadra campione in carica è l'Orlando Pirates, che si è riconfermato campione anche nella stagione 2023-24, vincendo la sua decima coppa nazionale.

## Calendario
Il programma del torneo è il seguente.
| Turno                | Incontri            |
| -------------------- | ------------------- |
| Sedicesimi di finale | 20-25 febbraio 2024 |
| Ottavi di finale     | 15-17 marzo 2024    |
| Quarti di finale     | 12-14 aprile 2024   |
| Semifinali           | 4-5 maggio 2024     |
| Finale               | 1 giugno 2024       |

## Sedicesimi di finale
| Squadra 1              | Risultato       | Squadra 2         |
| ---------------------- | --------------- | ----------------- |
| 20 febbraio 2024       |                 |                   |
| SuperSport Utd         | 1 – 1 (2-1 dtr) | Cape Town City    |
| La Masia               | 1 – 6           | M. Sundowns       |
| 21 febbraio 2024       |                 |                   |
| University of Pretoria | 1 – 0           | Cape Town Spurs   |
| Highlands Park         | 1 – 1 (4-5 dtr) | Sekhukhune United |
| 22 febbraio 2024       |                 |                   |
| AmaZulu                | 1 – 0           | Royal AM          |
| 23 febbraio 2024       |                 |                   |
| Golden Arrows          | 1 – 2           | TS Galaxy         |
| Stellenbosch           | 1 – 1 (4-3 dtr) | Pretoria Callies  |
| 24 febbraio 2024       |                 |                   |
| Crystal Lake           | 0 – 6           | Orlando Pirates   |
| Ravens                 | 1 – 1 (3-1 dtr) | Spain             |
| JDR Stars              | 0 – 1 (dts)     | Hungry Lions      |
| Platinum City          | 0 – 0 (1-3 dtr) | Moroka Swallows   |
| Richards Bay           | 3 – 2           | Polokwane City    |
| 25 febbraio 2024       |                 |                   |
| Durban City            | 3 – 0           | Paarl United      |
| NC Professionals       | 1 – 2           | Chippa United     |
| D'General              | 2 – 0           | Madridtas         |
| Kaizer Chiefs          | 0 – 0 (4-5 dtr) | Milford           |

## Ottavi di finale
| Squadra 1              | Risultato | Squadra 2       |
| ---------------------- | --------- | --------------- |
| 13 marzo 2024          |           |                 |
| University of Pretoria | 2 – 1     | Moroka Swallows |
| 14 marzo 2024          |           |                 |
| Sekhukhune United      | 0 – 2     | AmaZulu         |
| 15 marzo 2024          |           |                 |
| Milford                | 1 – 6     | Stellenbosch    |
| 16 marzo 2024          |           |                 |
| Chippa United          | 2 – 1     | Ravens          |
| Orlando Pirates        | 4 – 0     | Hungry Lions    |
| Richards Bay           | 1 – 3     | SuperSport Utd  |
| 17 marzo 2024          |           |                 |
| M. Sundowns            | 2 – 0     | Durban City     |
| D'General              | 0 – 3     | TS Galaxy       |

## Quarti di finale
| Squadra 1              | Risultato       | Squadra 2       |
| ---------------------- | --------------- | --------------- |
| 12 aprile 2024         |                 |                 |
| University of Pretoria | 1 – 1 (3-4 dtr) | M. Sundowns     |
| 13 aprile 2024         |                 |                 |
| Stellenbosch           | 4 – 0           | SuperSport Utd  |
| AmaZulu                | 2 – 4           | Orlando Pirates |
| 14 aprile 2024         |                 |                 |
| TS Galaxy              | 0 – 2           | Chippa United   |

## Semifinale
| Squadra 1     | Risultato | Squadra 2       |
| ------------- | --------- | --------------- |
| 4 maggio 2024 |           |                 |
| Chippa United | 1 – 3     | Orlando Pirates |
| 5 maggio 2024 |           |                 |
| Stellenbosch  | 1 – 2     | M. Sundowns     |

## Finale
| Mbombela 1 giugno 2024, ore 15:00                                                 | M. Sundowns | 1 – 2                                 | Orlando Pirates | Mbombela Stadium |
| \| \| \| \| \| Zwane 54’ \| Marcatori \| 71’ (rig.) Maswanganyi 90+4’ Mofokeng \| |             |                                       |                 |                  |
|                                                                                   |             |                                       |                 |                  |
| Zwane 54’                                                                         | Marcatori   | 71’ (rig.) Maswanganyi 90+4’ Mofokeng |                 |                  |